# جنبش دانشجویی ایران
جنبش دانشجویی در ایران، به مجموعه فعالیت‌ها و نقش آفرینی‌هایی گفته می‌شود که تشکل‌ها و گروه‌های مختلف دانشجویی انجام داده‌اند و رویکردهای مختلفی که در بازه‌های زمانی گوناگون به خود گرفته‌اند. این فعالیت‌ها به مدت کمی پس از تأسیس دانشگاه تهران به عنوان اولین دانشگاه در ایران، از اوایل دههٔ بیست آغاز شد و با فراز و فرودهایی همواره ادامه داشته‌است و حتی در مقاطعی بارزترین نفش را در سرنوشت تاریخی ایران ایفا کرده‌است.

## از ۱۳۱۳ تا ۱۶ آذر ۱۳۳۲
مدت اندکی پس از خروج رضا شاه از کشور بود که با آزادی گروه ۵۳ نفره چپ، حزب توده شکل گرفت. پس از آن اتحادیه دانشجویی حزب توده که زیر نظر سازمان جوانان حزب توده بود، فعالیتش را در دانشگاه آغاز کرد. برای اولین بار، این سازمان در دانشکده داروسازی دانشگاه تهران به فعالیت پرداخت و اتفاقاً مقامات دانشگاه آن‌ها را به عنوان نمایندگان رسمی دانشجویان دانشکده پذیرفتند. با گذشت ۲ سال محدوده فعالیت اتحادیه به دانشکده‌های حقوق، فنی، ادبیات و کشاورزی نیز تسری یافت.
سرعت نفوذ این گروه مارکسیستی در دانشگاه تا به حدی بود که در سال ۱۳۲۵ و تنها با گذشت ۳ سال از آغاز فعالیت آن رئیس دانشگاه تهران به سفیر انگلیس می‌گوید که اکثر ۴۰۰۰ نفر دانشجوی این دانشگاه تحت تأثیر قوی از حزب توده قرار گرفته‌اند.
در سال ۱۳۲۷ و هم‌زمان با غیرقانونی اعلام شدن حزب توده، اتحادیه دانشجویی هم امکان فعالیت قانونی را از دست داد. بدین جهت حزب توده اقدام به تشکیل سازمان دانشجویان دانشگاه تهران کرد. این سازمان ارتباط تشکیلاتی قوی ای با انجمن بین‌المللی دانشجویان در پراگ برقرار کرد.
از ابتدای تأسیس اتحادیه دانشجویی و سپس سازمان دانشجویان، با گذشت زمان ایدئولوژی چپ‌گرا مارکسیستی به صورت شدیدتری رشد و قدرت می‌یافت. همین غلبه فوق تصور گفتمان چپ بر فضای دانشگاه‌ها بود که سپس ایجاد تشکل‌های رقیب شد. در این بین نیروهای اسلام‌گرا در کنار ملی گرایان لیبرال برای رقابت با توده‌ای‌ها در دانشگاه سعی در ایجاد تشکیلات مستقل کردند.
بدین ترتیب بود که انجمن اسلامی دانشکده پزشکی دانشگاه تهران به عنوان اولین گروه اسلام‌گرا در سال ۱۳۲۲ تأسیس شد. نفوذ گرایش چپ تا حدی بود که تعدادی از دانشجویان مسلمان تشکیلاتی را تحت نام نهضت خداپرستان سوسیالیست در سال ۱۳۲۲ شکل دادند. سازمان دانشجویی جبهه ملی هم در سال ۱۳۲۹ برای مقابله با توده‌ای‌ها تشکیل شد. این سازمان که در پی شکست از چپی‌ها در انتخابات سازمان دانشجویان با نام سازمان صنفی دانشجویان دانشگاه تهران کارش را آغاز کرد، دارای خرده گفتمان ناسیونالیستی-لیبرالیستی بود و بیشتر تاکیدش بر دموکراسی و آزادیخواهی بود در برابر فضای چپ دانشگاهی که بیشتر مطالبات عدالت طلبانه، فقرستیزانه، ضد استعمار، ضد امپریالیستی و ضدسرمایه‌داری داشت.
اگرچه می‌توان گفت که در کل این برهه تا اواسط دهه پنجاه ادبیات مارکسیستی بر دانشگاه غلبه داشت، ما در این بین شاهد افول‌ها و نهفتگی‌هایی در آن همانند پس از کودتای ۲۸ مرداد ۳۲ بودیم. همچنین در این بازه حرکت‌هایی مستقل و جدای از جریان موجود را به عنوان مثال در جریان حرکت خودجوش ۱۶ آذر ۳۲ شاهدیم.
خود گرایش مارکسیستی هم که در دانشگاه‌ها وجود داشت، به صورت ثابت و فقط در حیطه مکتب مارکسیسم-لنینیسم و استالینیسم نبود، بلکه بسیار سیال و متحرک بود و در محدوده‌ای وسیع در حرکت بود.

## از ۱۳۳۲ تا ۱۳۵۷

### جنبش دانشجویی در خارج از کشور: کنفدراسیون
کنفدراسیون جهانی محصلین و دانشجویان ایرانی – اتحادیه ملی (معروف به کنفدراسیون) سازمانی بود متشکل از دانشجویان ایرانی مقیم خارج (عمدتاً اروپای غربی و ایالات متحده) که گرچه ابتدا به این هدف بنیان نگذاشته بود، اما در یکی دو دههٔ قبل از انقلاب ۵۷ به یکی از سازمان‌های مخالف رژیم سلطنتی ایران بدل شد و جمع کثیری از دانشجویان ایرانی را علیه حکومت بسیج کرد. مهم‌ترین سال‌های فعالیت این کنفدراسیون دهه‌های ۶۰ و ۷۰ بود که در این سال‌ها مهم‌ترین بلندگوی اعتراض نیروهای مخالف رژیم ایران به حساب می‌آمد.

### پایگاه دانشجوییجنبش چریکی در ایرانپیش از انقلاب
از اواخر دهه چهل و اوایل دهه پنجاه بود که این گفتمان چپ در قالب نگاه رادیکالی در سازمان‌های چریکی و به صورت مبارزات مسلحانه نمود یافت. اغلب این گروه‌ها با یارگیری از بدنه جنبش دانشجویی شکل یافته بود و در موارد بسیار دانشجویان بودند که رهبری و تشکل آن‌ها را در دست داشتند.
این گروه‌ها که با تکیه بر الگوهای آمریکای لاتین، آفریقا، آسیای جنوب شرقی انجام می‌گرفت، دارای چهره‌هایی الگو از مناطق مختلف همچو مائو (چین)، کاسترو و چه گوارا (کوبا)، فرانتس فانون (الجزایر) و جیاپ (ویتنام) بودند که روش‌های گوناگون آن‌ها را به عنوان راه‌های مفید جهت مبارزه مورد استعمال قرار می‌دادند.
به‌طور کلی عمده این گروه‌ها که از جریان دانشجویی یارگیری می‌کردند را می‌توان در موارد زیر بیان داشت.
1. سازمان چریکهای فدایی خلق ایران (فدائیان مارکسیست)
2. سازمان مجاهدین خلق ایران (مجاهدین اسلامی)
3. مارکسیستهای منشعب از مجاهدین خلق (مجاهدین مارکسیست)
4. گروه‌های کوچک اسلامی محلی چون: گروه ابوذر (نهاوند)، گروه شیعیان راستین (همدان)، گروه الله اکبر (اصفهان)، گروه والفجر (زاهدان)
5. گروه‌های کوچک مارکسیست که در دو گروه مستقل و وابسته می‌توان تقسیم‌بندی گردد. مستقل مثل سازمان آزادیبخش خلق ایران، گروه لرستان و سازمان آرمان خلق؛ و شبکه‌های متعلق به احزاب سیاسی طرفدار مبارزه مسلحانه مانند گروه توفان، سازمان انقلاب حزب توده، حزب دموکرات کردستان و اتحادیه کمونیست‌ها.

این گروه‌ها که هسته اولیه بسیاری از آن‌ها از جنبش دانشجویی بود، مبارزه مسلحانه و جنگ چریکی را به عنوان آخرین حربه برای مبارزه با رژیم بکار گرفتند، اما توفیقی حاصل نکردند. همراه با سرکوب جنبش مسلحانه بود که جنبش چپ به انتهای راه رسید؛ و کم کمک توجه به گرایش اسلام گرایانه فزونی یافت.

## دانشجویان اسلام‌گرا پیش و پس از انقلاب
می‌توان پیدایش گرایش اسلام‌گرایی در دانشگاه را به اوایل دهه بیست و تأسیس انجمن اسلامی دانشجویان دانشکده پزشکی مربوط دانست که در ادامه در دانشکده‌های مثل فنی نیز گسترش یافت. اما برای تبدیل این گرایش به گفتمان هژمون جنبش دانشجویی بایستی سه دهه صبر پیشه می‌کرد. نهضت ۱۵ خرداد خمینی هم در تقویت این تفکر نوپا نقش بارزی داشت.
جنبش دانشجویی را نمی‌توان به‌طور مستقل بررسید و طبعاً رشد اسلام‌گرایی در فضای عمومی فعالیت‌ها و مبارزات بر فضای دانشجویی در این راستا اثر گذاشته‌است.
در این برهه‌است که شاهد بروز گروه‌هایی چون نهضت آزادی که با نوعی تلفیق اندیشه اسلام‌گرایی و منش لیبرالی جبهه ملی شکل می‌گیرد در کنار گروه‌هایی چون سازمان مجاهدین خلق ایران با اندیشه بین اسلام‌گرایی با منش مارکسیستی حزب توده هستیم. این مشاهدات در واقع بیانگر میل به شاخص‌های فعالیت اسلام‌گرایی است و بیش از آنکه این گروه‌ها از اسلام گرایان به نفع تفکر لیبرالی و مارکسیستی یارگیری کنند، یارگیری از لیبرال منش‌ها و مارکسیستها به نفع جریان اسلام‌گرایی محسوب می‌گردد.
جنبش دانشجویی نیز علی قاعده تحت تأثیر فضای عمومی خصوصاً فضای اسلام گرایانه طبقه متوسط قرار داشته، به‌طوری‌که زمانی که در سال ۵۶ آشکارا رشد شاخصه‌های تفکر اسلام‌گرایی در جامعه مشاهده می‌شود، جنبش دانشجویی نیز به همان راه متمایل می‌گردد.
در خرداد ۵۶ بود که برای اولین بار مراسم بزرگداشت ۱۵ خرداد در کوی دانشگاه تهران برگزار شد، و دانشجویان دانشکده اقتصاد در کلاس‌های خود دقایقی به احترام شهدای ۱۵ خرداد سکوت کردند. با فاصله کمتر از دو هفته از آن علی شریعتی که تفکرش نفوذ زیادی در بین مردم و خصوصاً روشنفکران و دانشجویان داشت به طرز مشکوکی درگذشت. این حوادث بود که باعث شعله‌ور شدن آتش زیر خاکستر جنبش دانشجویی می‌شد. کمتر از پنج ماه بعد از آن مصطفی خمینی فرزند ارشد روح‌الله خمینی به طرز مشکوکی کشته شد.
پس از انقلاب، انجمن‌های اسلامی رهبری جنبش دانشجویی را در اختیار گرفتند. شکل‌گیری اتحادیه انجمن‌های اسلامی دانشجویان و سازمان دانشجویان مسلمان که به پیدایش دفتر تحکیم وحدت انجامید راه را در این راستا صاف کرد.
از سوی دیگر همراه با تسخیر سفارت آمریکا این تشکل به صورت بلامنازع بر رقبای خود غلبه کرد. انقلاب فرهنگی بود که پازل قدرتنمائی تحکیم را در دانشگاه‌ها کامل کرد. با اینکه تحکیم، مؤسس این تفکر نبود، اما با قرار گرفتن بر اوج هدایت جنبش دانشجویی را برای سالیانی در اختیار گرفت.
محتوای گفتمان این سال‌ها به کلیدواژه‌هایی نظیر عدالت در سیاست داخلی و مبارزه با امپریالیسم در سیاست خارجی تأکید می‌کند، طرفدار اقتصاد متمرکز دولتی برای برقراری هر چه بهتر عدالت است، مصادره زمین‌های زمین داران بزرگ برای توزیع میان دهقانان و روستائیان را می‌خواهد، مخالف مدارس خصوصی است و از نهضت‌های آزادیبخش اسلامی در جهان طرفداری می‌کند و به اصطلاح خود «خط امامی» است. از ویژگی‌های بارز این مقطع تأکید بر جنگ فقر و غنا از یکسو و حمایت از اسلام ناب محمدی در برابر اسلام آمریکایی از سوی دیگر است.
بجز ایام انقلاب و سالهای نخستین آن به‌خصوص ۵۸–۱۳۵۶ و بالاخص در برهه تسخیر سفارت آمریکا و انقلاب فرهنگی که جنبش دانشجویی در حالت فوران و آشکارگشتگی قرار داشت می‌توان گفت که این موج از جنبش دانشجویی در حالت نهفتگی بوده‌است.
البته دوره نهفتگی جنبش دانشجویی در در این برهه، یکنواخت نیست، چه اینکه هم سالهای پر جنب و جوش دهه شصت را شاهدیم و هم بی تحرکی و حتی سیاست گریزی سالهای نخست دهه هفتاد را ملاحظه می‌کنیم.
در گفتمان آن هم انسجام و وحدت تام وجود نداشته، بلکه همواره شاهد بروز خرده گفتمان‌ها و گفتمان‌های فرعی نیز بوده‌ایم.
شاید چند دهه چپ‌گرایی شدید در کنار نزدیک شدن بیش از حد جنبش به حاکمیت، سنتزی را ایجاد کرد که از ان یک چرخش ایدئولوژیک شدیداً متمایل به راست لیبرالی نتیجه شد و حتی در راستای نفی بخش قابل توجهی از گذشته چپ‌گرایی خود گام برداشت و راست‌گرایی پیشه کرد.

## جنبش دوم خرداد
همراه با انتخابات هفتم ریاست جمهوری و پیروزی اصلاح‌طلبان ایرانی در آن بود که برهه‌ای جدید در تاریخ جنبش دانشجویی کشور رقم خورد. همگام با دولت اصلاحات با منش لیبرال گونه، دانشجویان سابق به مسبوق عدالتخواه و خط امامی که تجربه چندین سال محدودیت و انزواء را دیده بودند به این جریان پیوستند و همراه با وارد شدن فعالان سابق خط امامی در قدرت، انجمن‌های اسلامی در راستای پیشروی این جریان حرکت کردند.
دهه هفتاد را می‌توان سالهای تغییر و تحولات رادیکال در فضا و ذائقه روشنفکری بالاخص روشنفکری دینی ایران دانست. مجموعه عوامل و شرایط داخلی و بین‌المللی فضا و فرصت را جهت بازسازی و احیاء لیبرالیسم در کشور فراهم کرد. در این بازه بود که نئولیبرالیسم در قالب روشنفکری دینی رشد پیدا کرد و به کمک جنبش دانشجویی خصوصاً دفتر تحکیم وحدت گسترش مضاعف یافته و گفتمان هژمون جنبش دانشجویی تغییرات وسیع پیدا می‌کند. در این پروسه بود که سریعاً کلیدواژه‌های جنبش دانشجویی از چپ اسلام‌گرایی به راست لیبرالی مبدل می‌گردد. آزادی جای عدالت‌خواهی، پلورالیسم دینی و نوعی سکولاریسم جای اسلام ناب محمدی، تساهل و تسامح و حتی حمایت شدید از از رابطه با آمریکا جای استکبارستیزی، واقع‌گرایی در سیاست خارجی و حفظ منافع ملی جای دفاع از حقوق ملت فلسطین، حمایت از خصوصی‌سازی ناب لیبرالی جای اقتصاد دولتی و تعاونیها می‌نشیند و ایدئولوژی ستیزی اوج می‌گیرد.
در این موقع است که مباحث کلیدی گفتمان نوین لیبرالی جنبش دانشجویی می‌شوند: آزادی، دموکراسی، جامعه مدنی، حقوق بشر، حقوق زنان، پلورالیسم دینی، جامعه باز، قانون گرایی، حقوق شهروندی و…
جنبش دانشجویی در این برهه نیز از فضای عمومی طبقه متوسط، روشنفکری در ایران و جنبش‌های اجتماعی پیروی می‌کند. تغییر در شاخصه هاس شرایط داخلی و بین‌المللی در این روند کاملاً مؤثر است.
در موج سوم بر خلاف دو جریان قبل، جنبش دانشجویی را می‌توان تأثیرگذارتر و تعیین‌کننده تر دانست. در این جریان، جنبش دانشجویی نسبت به فضای عمومی جامعه دارای استقلال عمل بیشتر و فعالیت تعیین‌کننده تر در نتیجه بازی و فضای سیاسی کشور بوده‌است. این‌گونه می‌توان توصیف کرد که در این سال‌ها جنبش دانشجویی به عنوان نوک پیکان رقابت‌ها و نزاعهای سیاسی در همه سطوح عمل کرد و در تضاد شدید بین اسلام‌گرایی و گرایش‌های لیبرالی، در خط مقدم تلاقی، تضاد و تصادم فکری قرار گرفته‌است.

## در حوادث ۱۴۰۱
در سال ۱۴۰۱ دانشجویان از دانشگاه های سراسر ایران اتحاد و همبستگی نشان دادند و به یاری یکدیگر اعلام تحصن برای عزاداری و اعتراض به کشته شدن مهسا امینی انجام دادند. به طوری که از نقش گروه ها و جنبش های دانشجویی در گسترش جنبش ۱۴۰۱ نباید غافل شد. دانشگاه دانشگاه تهران ، دانشگاه علامه طباطبائی ، دانشگاه شهید بهشتی و دانشگاه های دیگری در سرتاسر ایران اعم از دولتی یا غیر انتفاعی در خیزش ۱۴۰۱ ایران، نمایانگر اتحاد و همبستگی  دانشجویان و نقش مؤثر آنان در ادامه دادن مسیر جنبش های مدنی_ اجتماعی در داخل ایران به صورت کارآمد و مستمر ثمر دارد. فعالیت هایی همچون ماست نخوری، تخریب دیوار سلف و دیگر بخش های دانشگاه، اعتصاب اجباری برای همه همراه با ضرب و شتم دانشجویان غیر متعصب جزو فعالیت های مبارزه گونه دانشجویان بود.